# Srečko Katanec
Srečko Katanec (Ljubljana, 16. srpnja 1963.) slovenski je nogometni trener i bivši reprezentativac Jugoslavije i Slovenije. Trenutačno je bez kluba. Kao igrač igrao je na poziciji defenzivnog veznog i stopera.

## Igračka karijera
Karijeru je započeo u NK Ljubljani, a nastavio je u Olimpiji, Dinamu, Partizanu (dvaput prvak Jugoslavije),[nedostaje izvor] Stuttgartu (finale kupa UEFA), te Sampdoriji (kup pobjednika kupova, prvaci Italije, finale Lige prvaka...).

### Reprezentativna karijera
Za reprezentaciju Jugoslavije odigrao je 31 utakmicu i postigao 5 pogodaka. Za reprezentaciju Jugoslavije prvi puta igrao je 1983. godine u Zagrebu, protiv Francuske (0:0), a posljednji puta 1990. godine u Kopenhagenu, protiv Danske (2:0). Za reprezentaciju Slovenije odigrao je 5 utakmica i postigao 1 pogodak. Najveći mu je uspjeh osvajanje bronce s Jugoslavijom na OI 1984. u Los Angelesu. Igračku karijeru je, zbog učestalih ozljeda, završio 1994. godine.

## Trenerska karijera
Trenersku karijeru započeo je vodeći mladu slovensku reprezentaciju zajedno s Dragom Kostajnškom. Nakratko je bio trener ND Gorice, a 1. srpnja 1998. imenovan je za izbornika slovenske reprezentacije. Ostvario je ogroman uspjeh kvalificiravši Sloveniju na EP 2000. gdje su ispali u grupnoj fazi s dva remija (SR Jugoslavija, Norveška) te jednim porazom (Španjolska). Također je odveo Sloveniju na SP 2002. no nakon tri poraza (JAR, Paragvaj i Španjolska) i ispadanja te svađe sa Zlatkom Zahovičem smijenjen je s mjesta izbornika. Nakratko je bio trener Olympiakosa a od veljače 2006. vršio je dužnost izbornika makedonske reprezentacije. Od 2013. godine ponovno je izbornik Slovenije.

## Priznanja

### Igrač

#### Klupska
Partizan
- Prvenstvo Jugoslavije u nogometu (1): 1986./87.

Sampdoria
- Serie A (1): 1990./91.
- Coppa Italia (1): 1993./94.
- Supercoppa Italiana (1): 1991.
- UEFA Kup pobjednika kupova (1): 1989./90.

#### Reprezentativna
Jugoslavija
- OI 1984. u Los Angelesu: bronca (Nogomet)

## Osobni život
Srečko Katanec hrvatskoga je podrijetla, od roditelja iz Međimurja. On i žena mu Romana imaju dva sina, Iana Oskara i Svita Olivera.

## Vanjske poveznice
- (engl.) Statistika na Fifa.com  Arhivirana inačica izvorne stranice od 23. siječnja 2015. (Wayback Machine)